# Cruz Carbajal
Cruz Carbajal est un boxeur mexicain né le 3 mai 1974 à Veracruz.

## Carrière
Passé professionnel en 1992, il devient champion du Mexique des poids coqs en 2001 puis champion du monde WBO de la catégorie le 15 mars 2002 en battant Mauricio Martinez par arrêt de l'arbitre à la 9e reprise. Carbajal défend deux fois sa ceinture aux dépens de Danny Romero et Gerardo Espinoza puis s'incline aux points face à Ratanachai Sor Vorapin le 7 mai 2004. Il met un terme à sa carrière en 2012 sur un bilan contrasté de 32 victoires, 19 défaites et 2 matchs nuls.